# Chico Serra
 (juin 2025).
Si vous disposez d'ouvrages ou d'articles de référence ou si vous connaissez des sites web de qualité traitant du thème abordé ici, merci de compléter l'article en donnant les références utiles à sa vérifiabilité et en les liant à la section « Notes et références ».
Francisco Serra dit Chico Serra, né le 3 février 1957 à São Paulo, est un ancien pilote automobile brésilien de Formule 1.

## Biographie
En 1979, Chico Serra a gagné le Championnat de Grande-Bretagne de Formule 3. Il a ensuite participé à 33 Grands Prix de Formule 1 pour Fittipaldi Automotive et Arrows à partir de la saison 1981. Il a marqué son unique point en championnat du monde  en finissant 6e lors du GP de Belgique en 1982.
Serra a, par ailleurs, participé à des courses de stock-car au Brésil.

## Résultats en championnat du monde de Formule 1
| Saison | Écurie                | Châssis | Moteur      | Pneus                 | GP disputés | Points inscrits | Classement |
| ------ | --------------------- | ------- | ----------- | --------------------- | ----------- | --------------- | ---------- |
| 1981   | Fittipaldi Automotive | F8C     | Cosworth V8 | Michelin Pirelli Avon | 5           | 0               | n.c.       |
| 1982   | Fittipaldi Automotive | F8D F9  | Cosworth V8 | Pirelli               | 9           | 1               | 26e        |
| 1983   | Arrows Racing Team    | A6      | Cosworth V8 | Goodyear              | 4           | 0               | n.c.       |